# L'era glaciale (videogioco)
L'era glaciale (Ice Age) è un videogioco a piattaforme sviluppato dalla Artificial Mind and Movement e pubblicato dalla Fox Interactive/Ubisoft per Game Boy Advance. Il videogioco è basato sul film L'era glaciale. Il videogioco è stato distribuito il 18 marzo 2002 in America Settentrionale, il 19 aprile 2002 in Europa ed il 20 luglio 2002 in Giappone.

## Accoglienza
| Testata                            | Giudizio |
| ---------------------------------- | -------- |
| Metacritic (media al 03-09-2020)   | 47/100   |
| GameRankings (media al 09-12-2019) | 46.00%   |

L'era glaciale ha ricevuto critiche generalmente negative.